# Astra 44
L’Astra 44  est un révolver de calibre .44 Magnum développé par Astra Unceta y Cia au début des années 1970.

## Historique
Après avoir produit le Cadix en .38 Special en 1958, puis l’Astra 357 en .357 Magnum dans les années 1970, Astra Unceta passe à une cartouche encore plus puissante, la .44 Magnum au début des années 1980 avec l’Astra 44.

## Description
L’Astra 44 est un revolver à carcasse fermée et barillet pivotant à six coups. Comme les autres revolvers Astra, il ressemble beaucoup  aux armes similaires de Smith & Wesson. Le mécanisme est à double action. Les mires sont en forme de rampe à l’avant et d’encoche ajustable à l’arrière. La carcasse a une finition bleuie et polie. La poignée en noisetier comporte un quadrillage et est assez large afin d’améliorer la tenue en main, ce qui est nécessaire du fait de l’important recul généré par la cartouche de .44 Magnum. La précision est correcte, l’arme étant capable de grouper les tirs dans un rayon de cinq centimètres à vingt mètres de distance.
Plusieurs variantes ont été produites : l’Astra 41 chambré en .41 Magnum et l’Astra 45, qui peut être chambré en .45 Colt ou .45 ACP.